# 砺波郷土資料館
砺波市立砺波郷土資料館（となみしりつとなみきょうどしりょうかん、TONAMI PROVINCIAL MUSEUM）は、富山県砺波市花園町の砺波チューリップ公園内にある公立の郷土博物館。同館内に砺波散村地域研究所を併設し、分室として同市頼成（らんじょう）に砺波民具展示室をもつ。富山県博物館協会会員。

## 施設概要
1983年（昭和58年）4月1日に開館。1909年（明治42年）7月出町（現 砺波市中心市街地）に、旧 中越銀行本店（現 北陸銀行）として建てられた明治の代表的な2階建て木造入母屋土蔵造り、外部はコンクリート様式、内部はギリシャ建築様式の和洋折衷建造物を砺波市に寄贈し、1978年（昭和53年）10月より移築に着手し、1979年（昭和54年）8月に砺波チューリップ公園内の現在地に移築した。1982年（昭和57年）12月8日に砺波市指定文化財（建造物）に指定されている。また1985年（昭和60年）には、同建物後部に鉄筋コンクリート造りの、2階建て土蔵風管理収蔵棟が完成した。
同じ砺波チューリップ公園内にある旧中嶋家は、当資料館や砺波散村地域研究所と一体になった施設である。
2015年（平成27年）4月6日には分室として、同市頼成にある砺波市立庄東小学校3階に砺波民具展示室を開設し一般開放している。

## 砺波郷土資料館

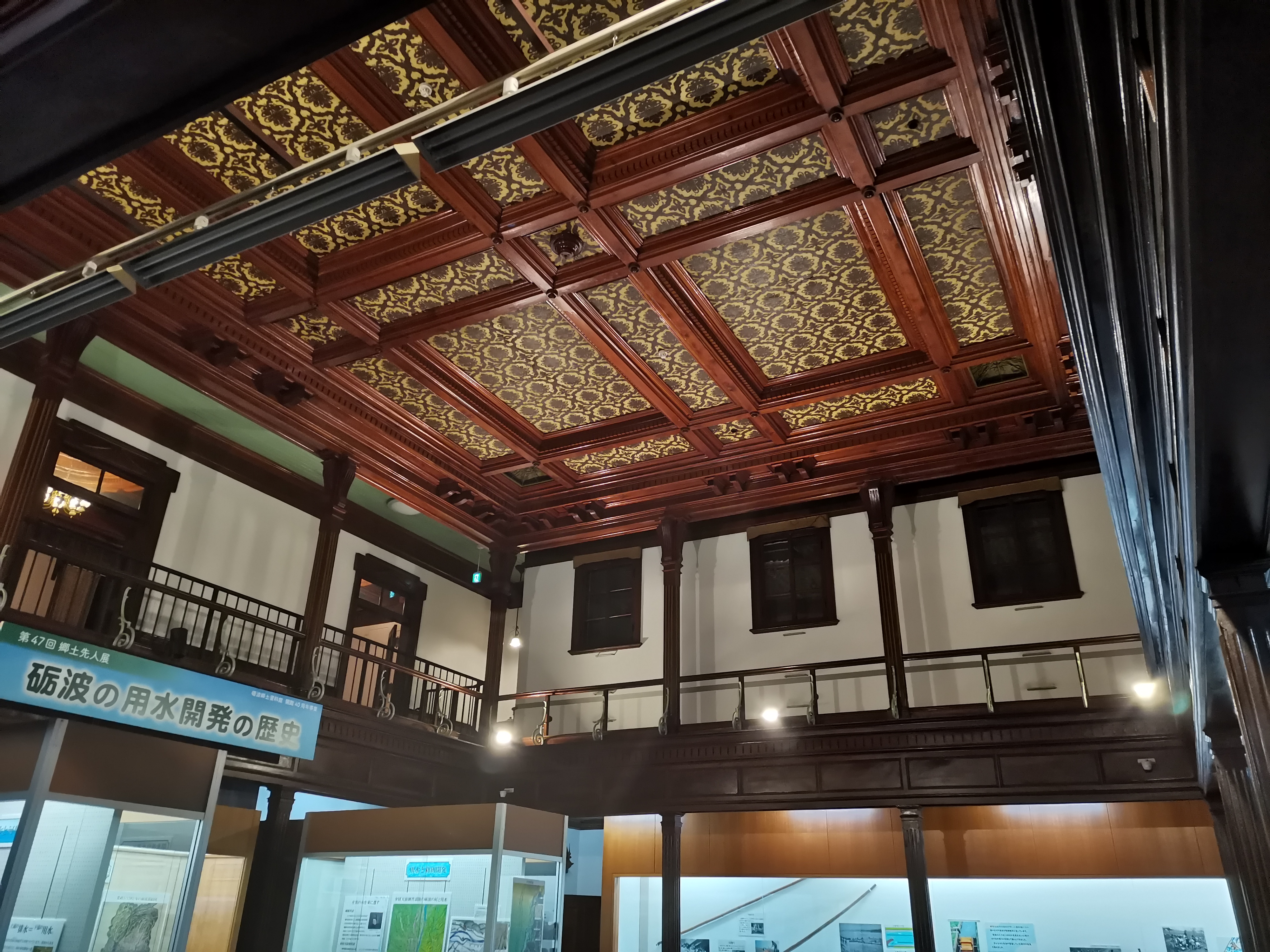
1階ロビーの天井

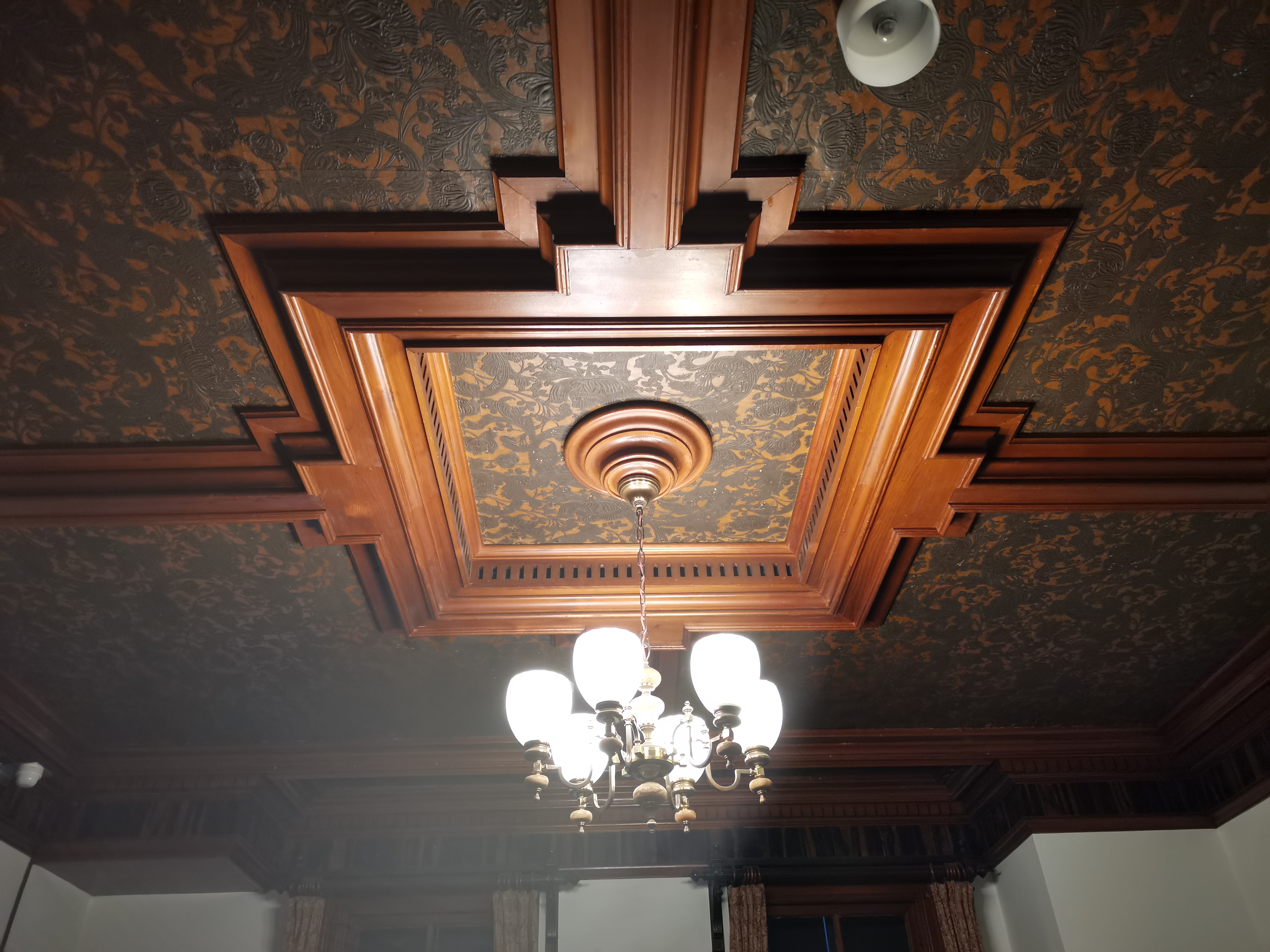
1階個室の天井

内部は明治時代の宮大工がケヤキをふんだんに用いて建築した、ギリシャ建築様式の洋風建造物で、各所に井波の木彫刻職人（井波彫刻）などによる木彫刻が施されている。
- 玄関ポーチ天井には、こて絵職人竹内源造が手掛けた、アカンサス（西洋葉アザミ）をモチーフとした白漆喰のギリシャ彫刻のようなレリーフがある[5]。
- 銀行窓口になっていた1階は吹き抜け天井で、長さ12mのケヤキの1枚板カウンターが当時のまま残る[5]。
- 1・2階の各個室の天井などには金唐革紙が貼られているが、当時のままオリジナルで残るものは日本でも数少なく数件である[5]。
- 2階会議室には金唐革紙の天井にアカンサスをモチーフとした木彫刻が施され、そこにシャンデリアが吊られている。また4隅には、コリント式彫刻を施した木彫の飾り柱（ギリシャ柱）などもみられる[5]。
- 扉の上にはアーチ状の彫刻、階段の手すりにも彫刻が施されている[5]。
- その他、収蔵室 4室、事務室、管理室など。

なお2階は、常時公開は行っておらず、毎月第1土曜日に特別公開を行なっている。

### 主な所蔵品
- 砺波地方の民具資料、出土品等の考古資料、古文書

### 開館情報など
- 開館時間: 9時 - 17時
- 休館日: 毎週月曜日・祝日・第3日曜日・年末年始
- 入館料: 無料

### 交通アクセス
- JR城端線 砺波駅より徒歩 約15分
- 北陸自動車道 砺波ICより車で 約5分

## 分室 砺波民具展示室
〒939-1431 富山県砺波市頼成566番地 砺波市立庄東小学校 3階
- 専用の入り口よりエレベーターで3階展示室に入館する。
- 同敷地内には砺波市埋蔵文化財センターがある。

### 主な所蔵品
- 明治期から昭和30年ごろまでの砺波地域（北陸地方）の農村での、衣・食・住などの生活用具、農具ほか生産道具などに関わる民具約8,500点を、農具・チューリップ生産農具、衣、食、住、社会生活・運搬、手工業・職人のセクションに分けて展示している。〔となみ散居村ミュージアムと合わせて約13,000点 2012年（平成24年）8月現在〕
  - これら民具の収集は、1967年（昭和42年）より太田小学校（現 砺波市立庄南小学校）のPTA活動として始まったもので、農機具の機械化により、これまでの農機具が失われると同時に暮らしも変わるという危機感から、砺波市の民俗研究者が呼び掛けたものである[6]。その後砺波郷土資料館やボランティアが引き継ぎ、砺波市、小矢部市、南砺市、高岡市の一部の農家を回り、倉庫、納屋、蔵などにしまってあったもの、廃棄されようとされていたもの、を寄贈してもらい分類・整理したものである[7][8]。また砺波市の特産品であるチューリップの生産用農機具も展示されている。これら大量の民具を収集できた背景には、住民の民具への愛着と、この地方の家屋が大きいことが挙げられる[6]。

重要有形民俗文化財
- 砺波の生活・生産用具 - 砺波民具展示室およびとなみ散居村ミュージアムで収蔵している砺波の民具6,900点（生活用具 3,202点、生産用具 3,698点〔内 農機具 1,634点[6]〕）が、2017年3月3日付けで国の重要有形民俗文化財に指定された[7][9][10]。

### 開館情報など
- 開館時間: 9時 - 17時
- 休館日: 毎週月曜日・祝日・第3日曜日・年末年始（12月29日〜1月3日）
- 入館料: 無料（同敷地内にある砺波市埋蔵文化財センターにて受付が必要）

### 交通アクセス
- JR城端線 砺波駅より車で 約15分
- 北陸自動車道 砺波ICより車で 約15分